# Communauté de communes Chalaronne Centre
La communauté de communes Chalaronne Centre est une ancienne communauté de communes située dans l'Ain et regroupant 15 communes. Elle a été dissoute le 1er janvier 2017 à la suite de sa fusion avec la Communauté de communes Centre Dombes et la Communauté de communes du canton de Chalamont pour former la Communauté de communes de la Dombes.

## Historique
- 20 décembre 1994 : Création (avec le numéro SIREN : 240100644)
- 7 mai 1997 : Rajout de la compétence : conduite de politiques contractuelles avec les autres collectivités publiques
- 30 avril 1998 : Rajout de la compétence : mise en place d'un relais assistantes maternelles avec possibilité d'accès au service com isolées et EPCI par voie de convention
- 30 avril 1998 : Rajout de la compétence : réalisation, aménagement et extension de pôles sportifs d'intérêt communautaire
- 11 avril 2002 : Assainissement non collectif, contrôle des installations et de leur fonctionnement en compétence optionnelle. Compétences obligatoires maintien des services nécessaires à la satisfaction des besoins de la population en particulier les commerces
- 1er octobre 2002 : Transfert de compétences nouvelles
- 27 janvier 2004 : Compétences nouvelles en matière de logement, intervention en milieu scolaire, toilettage des statuts
- 14 décembre 2004 : Retrait de la commune de Biziat
- 14 novembre 2005 : Modification contenu de la compétence obligatoire développement économique
- 26 juin 2006 : Modification du contenu de certaines compétences, du nombre et de la répartition des sièges, changement de siège
- 1er janvier 2013 : fusion de la communauté de communes avec la communauté de communes ChanStriVal ; la nouvelle communauté de communes, avec pour numéro SIREN 200035210, prend le nom de communauté de communes Chalaronne Centre[2]. Cela porte l'effectif de l'intercommunalité à 15 membres.
- 1er janvier 2017 : disparition à la suite de la fusion avec la communauté de communes Centre Dombes et la communauté de communes du canton de Chalamont pour former la communauté de communes de la Dombes[3].

## Composition
Elle était composée des communes suivantes :
| Nom                              | Code Insee | Gentilé       | Superficie (km2) | Population (dernière pop. légale) | Densité (hab./km2) |
| -------------------------------- | ---------- | ------------- | ---------------- | --------------------------------- | ------------------ |
| Châtillon-sur-Chalaronne (siège) | 01093      | Châtillonnais | 17,98            | 4 956 (2014)                      | 276                |
| L'Abergement-Clémenciat          | 01001      |               | 15,95            | 767 (2014)                        | 48                 |
| Baneins                          | 01028      | Athaniens     | 8,91             | 585 (2014)                        | 66                 |
| Chaneins                         | 01083      | Chaneinois    | 12,63            | 864 (2014)                        | 68                 |
| Condeissiat                      | 01113      | Conduxiens    | 21,64            | 828 (2014)                        | 38                 |
| Dompierre-sur-Chalaronne         | 01146      | Dompierrois   | 4,78             | 416 (2014)                        | 87                 |
| Neuville-les-Dames               | 01272      | Neuvillois    | 26,59            | 1 494 (2014)                      | 56                 |
| Relevant                         | 01319      |               | 12,38            | 467 (2014)                        | 38                 |
| Romans                           | 01328      | Romanais      | 22,32            | 600 (2014)                        | 27                 |
| Saint-André-le-Bouchoux          | 01335      |               | 9,32             | 368 (2014)                        | 39                 |
| Saint-Georges-sur-Renon          | 01356      |               | 5,66             | 219 (2014)                        | 39                 |
| Saint-Trivier-sur-Moignans       | 01389      | Utingeois     | 41,99            | 1 848 (2014)                      | 44                 |
| Sandrans                         | 01393      | Sandranais    | 29,02            | 514 (2014)                        | 18                 |
| Sulignat                         | 01412      |               | 10,80            | 558 (2014)                        | 52                 |
| Valeins                          | 01428      |               | 4,36             | 133 (2014)                        | 31                 |

## Administration

### Conseil communautaire
Les statuts attribuent à chacune des communes membres un nombre de sièges au conseil communautaire dépendant de sa population. Les sièges sont répartis ainsi :
| Nombre de délégués | Nombre d'habitants   | Communes |
| ------------------ | -------------------- | --- |
| 10                 | > 3 500              | Châtillon-sur-Chalaronne |
| 6                  | entre 1 801 et 3 500 | Saint-Trivier-sur-Moignans |
| 4                  | entre 821 et 1 800   | Chaneins, Neuville-les-Dames |
| 2                  | < 820                | L'Abergement-Clémenciat, Baneins, Condeissiat, Dompierre-sur-Chalaronne, Relevant, Romans, Saint-André-le-Bouchoux, Saint-Georges-sur-Renon, Sandrans, Sulignat, Valeins |

## Compétences
- Assainissement non collectif
- Collecte des déchets des ménages et déchets assimilés
- Traitement des déchets des ménages et déchets assimilés
- Politique du cadre de vie
- Protection et mise en valeur de l'environnement
- Action sociale
- Création, aménagement, entretien et gestion de zone d'activités industrielle, commerciale, tertiaire, artisanale ou touristique
- Action de développement économique (Soutien des activités industrielles, commerciales ou de l'emploi, soutien des activités agricoles et forestières...)
- Tourisme
- Construction ou aménagement, entretien, gestion d'équipements ou d'établissements culturels, socioculturels, socioéducatifs, sportifs
- Activités culturelles ou socioculturelles
- Création et réalisation de zone d'aménagement concerté (ZAC)
- Programme local de l'habitat
- Politique du logement social
- Action et aide financière en faveur du logement social d'intérêt communautaire
- Action en faveur du logement des personnes défavorisées par des opérations d'intérêt communautaire
- Opération programmée d'amélioration de l'habitat (OPAH)
- Autres

## Pour approfondir